# Monika Helmecke
Monika Helmecke, geborene Monika Steiner (geb. 16. Oktober 1943 in Berlin-Köpenick) ist eine deutsche Schriftstellerin.

## Leben
Monika Helmecke wurde 1943 als jüngstes von vier Kindern eines Eisenbahners geboren. Sie verbrachte ihre Kindheit und Jugend in Ost-Berlin. Nach einer Ausbildung zur Stenotypistin studierte sie Finanzwirtschaft mit dem Abschluss der Diplom-Wirtschaftlerin.
1970 heiratete sie Manfred Helmecke. Zusammen haben sie vier Kinder. 1978 entschied sie sich, als selbständige Autorin leben zu wollen. Mit Klopfzeichen erschien 1979 ihr erster Erzählband im Verlag Neues Leben. Es folgte eine Vielzahl weiterer Romane, Erzählungen, Kriminalromane, Hörspiele und Beiträge in Anthologien, Zeitschriften und Lesebüchern. Ihre Werke wurden bis heute in 11 Sprachen übersetzt.
Von 1991 bis 1995 war sie Vorsitzende des Verbandes Deutscher Schriftsteller, Regionalgruppe Magdeburg. Mitglied der Geschichtskommission des VS.
Zusammen mit ihrem Mann Manfred gab sie eine Reihe von Kinderbüchern heraus und veröffentlichte Hörspiele. Gemeinsam haben sie seit den 90er Jahren mehrere Jahre in Nord-Norwegen verbracht. Dieses Leben inspiriert bis heute vielfach ihre Werke. 1999 erschien eine Tagebuchsammlung ihres ersten Aufenthaltes, bei der sowohl Manfred als auch ihr jüngster Sohn Michael Helmecke mit Beiträgen enthalten sind.
Heute lebt Monika Helmecke mit ihrem Mann in Genthin bei Magdeburg, unterbrochen von Jahresaufenthalten in Norwegen.

## Werke
- Klopfzeichen, Erzählungen, 1979, Berlin, 4 Auflagen, Verlag Neues Leben.
- Weil Mutti heut Geburtstag hat (mit Manfred Helmecke), Kinderbuch, 1988, Berlin, Kinderbuchverlag.
- Himmel und Hölle, Erzählungen, 1990, Berlin, Verlag Neues Leben.
- Manzao – Legenden um einen Flüchter, Fantasy-Roman, 1995, Magdeburg, Helmuth-Block-Verlag, ISBN 3-910173-28-4.
- Versprochen ist versprochen, Kriminalroman, 1996, Berlin, Verlag das Neue Berlin (Nachauflage 2000 bei Verlag der Criminale – Book On Demand).
- Das letzte Fondue, Kriminalroman, 1998, Kremkau, Helmuth-Block-Verlag, ISBN 3-910173-87-X.
- Norwegen – Ein Jahr hinter dem Polarkreis (mit Manfred und Michael Helmecke), Reisetagebuch, 1999, Kremkau,3 Auflagen, Helmuth-Block-Verlag, ISBN 3-910173-93-4.
- Die Vase, Erzählung, 2000, Frankfurt/Main, S.Fischer Verlag, ISBN 3-596-14490-6 (Nachauflage als Book on Demant und als E-Book 2014).
- Pollo aus Altenpluff (mit Manfred Helmecke), Kinderbuch, 2000, 2 Auflagen, Kremkau, Helmuth-Block-Verlag, ISBN 3-934988-08-3.
- Michael und Mikal/Mikal og Michael (mit Manfred Helmecke), deutsch-norwegisches Kinderbuch, 2002, Halle/Saale, Projekte-Verlag, ISBN 3-931950-49-2.
- Das Duell, Roman, 2005, Niegripp, Dorise Verlag, ISBN 3-937973-13-3.
- Ein Schuß zurück, Kriminalroman, Nachauflage des Krimis Das letzte Fondue, 2007, Kremkau, Block-Verlag, ISBN 3-934988-55-5.
- Ein Lachen zu viel, Kriminalroman, 2007, Kremkau, Block Verlag, ISBN 3-934988-57-1.
- Die Frau mit den Blumen, Kriminalroman, 2009, Kremkau, Block Verlag. ISBN 978-3-934988-90-3.
- Rose bleibt Rose (mit Manfred Helmecke), Kinderbuch, 2009, Kremkau, Block Verlag, ISBN 978-3-934988-71-2.
- Die abenteuerliche Reise nach Omamuckel (mit Manfred Helmecke), Kinderbuch, 2011, Kremkau, Block Verlag, ISBN 978-3-942589-05-5.
- Sucht mich nicht!, Norwegenkrimi, 2011, Kremkau, Block Verlag, ISBN 978-3-942589-06-2.
- Das Duell (veränderte Neuauflage), Roman, 2013, Kremkau, Block Verlag, ISBN 978-3-942589-10-9.
- Das Treffen im Norden, Roman in Erzählungen, 2013, Kremkau, Block Verlag, ISBN 978-3-942589-21-5.
- Kanada – Wald, Wasser, Weite (mit Manfred Helmecke), Reisetagebuch, 2014, Kremkau, Block Verlag, ISBN 978-3-942589-25-3.
- Türkei – zwischen Vorurteil und Faszination (mit Manfred Helmecke), Reisetagebuch, 2016, Block Verlag, ISBN 978-3-942589-43-7.
- Betreutes Leben, Kriminalroman 2017, Kremkau, Block Verlag, ISBN 978-3-942589-48-2.
- Fischerkrieg, Kriminalroman 2018, Kremkau, Block Verlag, ISBN 978-3-942589-53-6.
- Moltebeeren-Mord, Kriminalroman 2019, Kremkau, Block Verlag, ISBN 978-3-942589-71-0.
- Verlorene Spuren, Erzählungen aus vier Jahrzehnten, 2021, Kremkau, Block Verlag, ISBN 978-3-942589-89-5.
- Ich will nicht weg! Jugendbuch 2022, Kremkau, Block Verlag, ISBN 978-3-98582-004-7.
- Der Aus(f)bruch, drei Erzählungen, Kremkau, Block Verlag, ISBN 978-3-98582-002-3.
- Anthologien u. a. bei S. Fischer, Ullstein, Bertelsmann, Luchterhand, Beltz & Gelberg.

### Hörspiele
- Nerz und Masche, 1977
- Aus der Schule geplaudert 1980I
- Hedwig und ihre Enkel 1982, Kinderhörspiel
- Rose bleibt Rose 1982, Kinderhörspiel
- Ich brauche euch nicht, 1984, Kinderhörspiel
- Das Baumhaus, 1984, Kinderhörspiel
- Freundinnen, Kinderhörspiel. 1985, ausgezeichnet mit dem 3. Platz DDR-Hörerpreis 1986.
- Auf Tour nach Berlin (mit Manfred Helmecke)1985, Kinderhörspiel
- Die Vermisstenanzeige (mit Manfred Helmecke) 1986, Kinderhörspiel
- Kiki und seine Insel (mit Manfred Helmecke) 1987, Kinderhörspiel
- Die abenteuerliche Reise nach Omamuckel, (mit Manfred Helmecke) 1988, Kinderhörspiel

alle genannten Hörspiele mehrmals gesendet im DDR-Rundfunk
- Die ganz große Reise (mit Manfred Helmecke) 1995, WDR, Kinderhörspiel